# Geschiedenis van het Zuiden
De Geschiedenis van het Zuiden of Nanshi is een van de boeken uit de Vierentwintig Geschiedenissen, de verzameling officiële geschiedenissen van Chinese keizerlijke dynastieën. Het boek is tot stand gekomen in 659, beschrijft de geschiedenis van de Zuidelijke Dynastieën en omvat de periode 420-589. Het werk is, net als de Geschiedenis van het Noorden samengesteld op particulier initiatief door Li Yanshou (李延壽, fl. 618-676).

## Ontstaan
In de 'Geschiedenis van het Zuiden' werden de afzonderlijke geschiedenissen van de vier zuidelijke dynastieën (Songshu, Nanqishu, Liangshu en Chenshu) gecombineerd en samengevat. Tevens werd nieuw materiaal toegevoegd. Het werk was (net als de 'Geschiedenis van het Noorden' begonnen door Li Dashi (李大師, 570-628) en na diens dood voortgezet door zijn zoon Li Yanshou. Op deze manier wilde hij de geschiedenis van de zuidelijke dynastieën overeen laten stemmen met de Jinshu en de Suishu, de dynastieke geschiedenissen van de Jin en Sui-dynastie. Nadat Li Yanshou tussen 643 en 659 aan beide boeken had gewerkt werden zowel de 'Geschiedenis van het Zuiden' als de 'Geschiedenis van het Noorden' in 659 uitgegeven. Beide werken werden pas vanaf de Noordelijke Song-tijd tot de canon van de dynastieke geschiedenissen gerekend. Li Yanshou was als historicus ook betrokken bij het samenstellen van de dynastieke geschiedenissen die tijdens de Tang-tijd in opdracht van de keizer zijn verschenen.

## Inhoud
De Nanshi bevat 80 juan. Li Yanshou volgde de indeling van de Shiji, zij het dat slechts twee van de vijf mogelijke categorieën daadwerkelijk zijn gebruikt:
| dynastieke geschiedenis | benji (annalen) | shijia (erfelijke geslachten | biao (tabellen) | shu (verhandelingen | liezhuan (biografieën) | Totaal aantal juan |
| ----------------------- | --------------- | ---------------------------- | --------------- | ------------------- | ---------------------- | ------------------ |
| Nanshi                  | 10              | -                            | -               | -                   | 70                     | 80                 |

## Chinese tekst
- 李延壽, 《南史》(70卷), 北京 (中華書局), 1972 (Li Yanshou, Nanshi (70 juan), Beijing (Zhonghua shu ju), 1972), 6 delen, 2027 pp.

Herdrukt 1999, ISBN 9787101021288. De Zhonghua uitgave van de Vierentwintig Geschiedenissen is de meest gebruikte uitgave. De teksten zijn voorzien van leestekens, ingedeeld in paragrafen en geschreven in traditionele karakters.